# Quinton Jackson
Quinton "Rampage" Jackson, född 20 juni 1978, är en amerikansk MMA-utövare och före detta lätt tungviktsmästare i UFC.

## Karriär
Han blev känd genom sina matcher för japanska organisationen PRIDE FC. Efter en serie imponerande segrar, bland annat mot Chuck Liddell, förlorade han mellanviktarnas Grand Prix-final mot Wanderlei Silva på galan PRIDE Final Conflict 2003. På PRIDE 28: High Octane 31 oktober 2004 fick Jackson chans till revansch, men även den gången fick han se sig besegrad av Silva i en match om titeln i mellanvikt.

### UFC
Mellan 2007 och 2013 slogs han i amerikanska Ultimate Fighting Championship där han även var mästare i lätt tungvikt (93 kg) mellan 2007 och 2008. I sin blott andra match för UFC besegrade han Chuck Liddell, då mästare, för andra gången i karriären. På UFC 71 26 maj 2007 stoppade domaren matchen efter knappt två minuter i första ronden då Jackson slagit ner Liddell.
På galan UFC 75 8 september 2007 mötte han Dan Henderson, PRIDE:s mästare i mellanvikt. UFC:s ägare hade köpt PRIDE och skulle slå ihop de båda titlarna. Matchen gick alla fem ronder och Jackson vann på poäng efter att alla tre domare haft honom som segrare.
5 juli 2008, under UFC 86, förlorade Jackson mästartiteln i UFC:s lätta tungviktksklass till Forrest Griffin efter ett enhälligt domarbeslut.
På UFC 92 den 27 december 2008 fick Jackson en rematch med sin största fiende Wanderlei Silva. Silva hade redan vunnit över Jackson två gånger innan i Pride FC. Jackson vann matchen på KO 3:21 i första ronden. Jackson vann "Knock Out of the Night"-priset.
Den 7 mars 2009 mötte han Keith Jardine på UFC 96. Jackson vann på enhälligt domslut i rond 3.
Efter matchen mot Keith Jardine gick hans lagkamrat Rashad Evans in i oktagonen och utmanade Jackson för att kunna hämnas på lagkamraten. Så Jackson och Evans stod i mitten av oktagonen och pratade med varandra och publiken jublade. Efter det bestämde UFC att Rampage Jackson och Rashad Evans skulle vara coacher för den kommande säsongen av The Ultimate Fighter. Under säsongen bråkade Jackson och Evans mycket. Sedan möttes de den 29 maj 2010 på UFC 114. Jackson förlorade på enhälligt domslut. 
Efter förlusten mot Evans fick han möta Lyoto Machida på UFC 123 den 20 november 2010. Jackson vann matchen på delat domslut. 
Jackson fick möta Matt Hamill efter vinsten mot Machida. Hamill utmanade Jackson och han tackade ja. Matchen skedde på UFC 130 den 28 maj 2011. Quinton vann matchen på enhälligt domslut.
Efter två raka vinster fick han en chans på Lätt tungvikts-titeln. Han mötte den nya och yngsta UFC-mästaren Jon Jones. Matchen ägde rum den 24 september 2011 på UFC 135 i Colorado i USA. Jackson förlorade matchen på submission (rear-naked) vid 1:14 i rond 4. 
Jacksons nästa match blev mot Ryan Bader i Japan den 26 februari 2012 på UFC 144. En match Jackson förlorade via enhällit domslut. 
Vid UFC on Fox: Johnson vs. Dodson mötte han glover Teixeira via enhälligt domslut. En match som skulle bli Jacksons sista som regelbundet kontrakterad till UFC.

### Bellator
Efter de tre raka förlusterna i UFC skrev Jackson på för Bellator och vann sina tre första matcher i organisationen. 
Efter de tre matcherna gjorde Jackson ett kort gästspel hos UFC vid UFC 186 där han mötte, och besegrade, Fábio Maldonado i en catchviktsmatch på 215 lb. Vinsten till trots återvände Jackson till Bellator där han vid Bellator 157 mötte Satoshi Ishii 2016 och vann via delat domslut.
Sedan mötte Jackson Muhammed Lawal vid Bellator 175 och förlorade via enhälligt domslut.
Vid Bellator 192 mötte han Chael Sonnen och förlorade via enhälligt domslut.
Den två matcher långa förlustsviten bröts när han vid Bellator 206 i september 2018 mötte Wanderlei Silva och vann via TKO i andra ronden.
Vid Bellator och Rizins gemensamma gala 29 december 2019 mötte han "Den Siste Kejsaren" Fjodor Jemeljanenko och förlorade via TKO i första ronden.